# Орден Светог Станислава
Орден Светог Станислава (пољ. Order Świętego Stanisława, рус. Орден Святого Станислава) је првобитно било одликовање Пољско-литванске државне заједнице, затим Краљевине Пољске (1765—1831) и на крају Руске Империје (1831—1917). Орден се престао додијељивати 1917. године. Данас постоје два призната ордена која тврде да потичу из првобитног Ордена Светог Станислава: то су руски династички Орден Светог Станислава (Кућа Романових) и пољски Орден препорода Пољске.

## Историјат
Витешки ред Светог Станислава основао је 1765. пољски краљ Станислав II Поњатовски (1732—1798), а име је добио према истоименом краковском бискупу из 11. вијека. Након подјеле Пољске међу великим силама, гдје је
Русија добила позамашан дио, руски цар Александар I  (1777—1825) преузео је споменуто одликовање 1815. и наставио га додјељивати као руско у четири степена. Орден се додјељивао у почетку за војне успјехе, али касније све више постаје одликовање намијењено појединцима који су се истакли на хуманитарном, привредном, културно-научном плану или општенародном добру. Звијезда Ордена Светог Станислава I степена била је резервисана само за стране држављане. Од половине 19. вијека, дотадашњи лик светитеља на ордену прелази у монограм у облику два испреплетена слова "С" који представљају акроним Светог Станислава.

## Опис ордена
Звијезда Ордена Светог Станислава I степена налази се на свиленој ленти дужине 150 центиметара, а ширине 11 центиметара. 
Боја ленте је црвено - бијела, а боје се мијењају на начин: бијела, црвена, бијела, црвена, бијела, црвена, бијела. Сама звијезда има осам кракова, а сваки крак пет шиљака. Централни дио звијезде чине три концентрична круга. Спољни круг испуњен је зеленим емајлом у којем је осам позлаћених гранчица (по двије везане цвијетом). У мањем кругу је штампаним словима записан текст: PRAEMIANDO INCITAT, односно "Награђујући, он (руски цар) потиче"’. У најмањем кругу, у самом центру звијезде, је златни монограм Светог Станислава "СС".